# Levko Lukyanenko
Levko Hryhorovych Lukyanenko (em ucraniano:  Левко́ Григо́рович Лук'я́ненко, conhecido como Levko Lukianenko, Khrypivka, 24 de agosto de 1928 – Kyiv, 7 de julho de 2018) foi um político ucraniano soviético dissidente e Herói da Ucrânia.

## Carreira
Ele foi um dos fundadores do ucraniano Grupo de Helsínquia, em 1976, e foi eleito líder e reviveu ucraniano Grupo de Helsínquia, em 1988.
Levko Lukyanenko morreu em um Kiev no hospital em 7 de julho de 2018.